# Louvigné
Louvigné es una comuna francesa situada en el departamento de Mayenne, en la región de Países del Loira.

## Demografía
| 309 | 316 | 464 | 528 | 664 | 667 | 1171 |
| Para los censos de 1962 a 1999 la población legal corresponde a la población sin duplicidades (Fuente: INSEE [Consultar]) |     |     |     |     |     |      |